# Oumar Sankharé
Pour les articles homonymes, voir Sankharé.
Ne doit pas être confondu avec Oumar Sangaré.
Œuvres principales
- Youssou Ndour, le poète
- Le Coran et la culture grecque

Oumar Sankharé, né le 16 novembre 1950 à Thiès et mort le 26 octobre 2015 à Dakar, est un universitaire, helléniste, arabisant et homme de lettres sénégalais. Disciple de Léopold Sédar Senghor, il a enseigné à l’université Cheikh-Anta-Diop (UCAD).
Il est à la fois agrégé de lettres classiques (1983) et, comme son mentor, agrégé de grammaire (2011).

## Biographie

### Jeunesse et études
Oumar Sankharé naît le 16 novembre 1950 à Thiès, au Sénégal,.
Après des études secondaires au lycée Malick-Sy de Thiès, il décroche brillamment son baccalauréat en 1969,. Il poursuit ses études supérieures à l’université de Dakar, où il obtient une maîtrise de lettres en 1973, puis un doctorat de 3e cycle en 1980,,.

### Carrière universitaire
Après l’obtention de sa maîtrise, Oumar Sankharé devient professeur de lettres classiques au lycée Malick-Sy de Thiès (1973-1980), avant de partir en France avec une bourse soutenue par Léopold Sédar Senghor pour préparer l’agrégation. Étudiant à l’université Paris-IV-Sorbonne, il est reçu à l’agrégation de lettres classiques en 1983,.
Il rejoint l’université Cheikh-Anta-Diop (UCAD) de Dakar, successivement en tant qu’assistant (1983-1989), maître-assistant (1989-1991), chargé d’enseignement (1991-1992) et maître de conférences (1992-1999). Il devient finalement professeur titulaire de classe exceptionnelle en 1999.
En 2011, il obtient l’agrégation de grammaire, devenant le deuxième Sénégalais agrégé de grammaire après Senghor, et probablement le seul Africain vivant à cumuler les deux agrégations,. L’année suivante, il est fait commandeur de l’ordre des Palmes académiques par Laurent Fabius, ministre français des Affaires étrangères.

### Contributions intellectuelles
Spécialiste de langue et civilisation grecques, Oumar Sankharé a occupé le poste de directeur de la formation doctorale au département de lettres classiques de l’UCAD.
Poète et critique littéraire, il a publié plusieurs ouvrages, dont,, :
- La Nuit et le Jour (1997) ;
- Youssou Ndour, le poète (1998) ;
- Notes sur Éthiopiques de Léopold Sédar Senghor (1999).

En 2008, il fait paraître un article intitulé « Le Coran et la culture grecque » dans la Revue sénégalaise d’études arabes, puis publie en 2014 un essai éponyme qui souligne des similitudes entre certains passages du Coran et des textes grecs anciens. L’ouvrage suscite une vive polémique au Sénégal, amenant Oumar Sankharé à présenter des excuses publiques. Son image est néanmoins durablement écornée par cette publication,,,.

### Engagement en politique
Considéré comme un « senghorien » convaincu, Oumar Sankharé a refusé plusieurs opportunités à l’étranger pour demeurer fidèle à son pays,.
En 2006, il rejoint le Parti socialiste sénégalais, dont il devient membre du bureau politique.

### Mort et hommages
Oumar Sankharé meurt le 26 octobre 2015 à Dakar, des suites d’une longue maladie. Il est inhumé à Thiès en présence de personnalités du monde universitaire et de nombreux étudiants,,. L’amicale des étudiants du département de lettres classiques de la faculté des lettres de l’UCAD lui rend hommage le 30 avril 2016 en organisant une conférence publique intitulée « L’apport du Pr Oumar Sankharé dans le milieu lettré au Sénégal, en Afrique et dans le monde ».